# Cantón de Thouarcé
El cantón de Thouarcé era una división administrativa francesa, que estaba situada en el departamento de Maine y Loira y la región de Países del Loira.

## Composición
El cantón estaba formado por diecisiete comunas:
- Beaulieu-sur-Layon
- Brissac-Quincé
- Champ-sur-Layon
- Chanzeaux
- Charcé-Saint-Ellier-sur-Aubance
- Chavagnes
- Faveraye-Mâchelles
- Faye-d'Anjou
- Les Alleuds
- Luigné
- Notre-Dame-d'Allençon
- Rablay-sur-Layon
- Saint-Lambert-du-Lattay
- Saulgé-l'Hôpital
- Thouarcé
- Valanjou
- Vauchrétien

## Supresión del cantón de Thouarcé
En aplicación del Decreto nº 2014-259 de 26 de febrero de 2014, el cantón de Thouarcé fue suprimido el 22 de marzo de 2015 y sus 17 comunas pasaron a formar parte; once del nuevo cantón de Chemillé-Melay y seis del nuevo cantón de Les Ponts-de-Cé.